# Michalis Manias
Michalis Manias (gr. Μιχάλης Μανιάς, ur. 20 lutego 1990 w Rodos) – grecki piłkarz występujący na pozycji napastnika w Anorthosisie Famagusta.

## Kariera reprezentacyjna
15 maja 2018 Manias zadebiutował w reprezentacji Grecji w przegranym 0:2 towarzyskim meczu z Arabią Saudyjską.